# Мокрец (Хмельницкая область)
Мокрец (укр. Мокрець) — село в Шепетовском районе Хмельницкой области Украины.
Население по переписи 2001 года составляло 338 человек. Почтовый индекс — 30324. Телефонный код — 3852. Занимает площадь 1,424 км². Код КОАТУУ — 6822183603.

## Местная власть
30300, Хмельницкая обл., Шепетовском р-н, г. Изяслав, ул. Независимости, 43